# ASEAN-CBP
ASEAN-CBP（アセアンシービーピー、ASEAN-Cybersecurity Business Platform）は、ASEAN向けサイバーセキュリティビジネス展開のためのWEBプラットフォーム。
情報サービス産業協会（JISA）が内閣サイバーセキュリティセンター（NISC）から受託した「ASEAN地域のサイバーセキュリティに関する産官学連携基盤調査」事業の一環として構築された。

## 概要
情報サービス産業協会(JISA)は、令和3年8月18日に開催されたマレーシア日本経済協議会（MAJECA）・マレーシアテクノロジー産業協会（PIKOM）、アジアオセアニアコンピュータ産業機構（en:Asian-Oceanian Computing Industry Organization (ASOCIO))主催のウェビナー「How to Stay Safe Online ?」（安心・安全なオンライン環境のために）の中で、日本企業によるASEAN向けサイバーセキュリティビジネス展開のためのWEBサイトを構築し、プレオープンしたことを発表した。

## 沿革
この節の出典
。
- ASEAN主要５カ国（シンガポール、マレーシア、インドネシア、タイ王国、ベトナム）を主対象とした事業の実施
- 日本のセキュリティ関連ソリューション等をASEAN域内のベンダーに紹介、連携支援するためのプラットフォーム（オンラインショーケース、セミナー、シンポジウム、ビジネスマッチング、オンライン教育などの機能を有する）の構築と整備
- ASEAN主要５カ国重要インフラ事業者に対するアセスメントの実施（オンラインセミナー、デモ、教育などを通じて集客し、アセスメントに誘引）
- アンケート型アセスメントツールによる調査
- ログ分析ツールを用いたアセスメント調査
- IoTセキュリティ調査（インドネシア工業団地を対象に、IoTセキュリティに関するPoC計画案を作成）
- 海外の高度情報人材確保のための事例、課題の収集と電子コンテンツ化により、企業の外国人技術者採用支援、及び海外人材への情報提供による生活支援
- オンラインプラットフォームを利用したセミナー、ショーケース展示、商談会、ビジネスマッチングを企画、開催、運営し、対象国ユーザー企業や現地パートナー企業向けのチャネル開拓を支援

## ネットワーク
この説の出典。
- アジアオセアニアコンピュータ産業機構（en:Asian-Oceanian Computing Industry Organization (ASOCIO))、及びアジアオセアニアコンピュータ産業機構（en:Asian-Oceanian Computing Industry Organization (ASOCIO))加盟協会（ASEAN24ヶ国）とのネットワークを活用
- 特定非営利活動法人日本ネットワークセキュリティ協会（JNSA)及びJNSA加盟企業、ソフトウエア協会(SAJ)及びSAJ加盟企業も含め広く連携
- 有識者委員会の設置